# Ali Chaouach
Ali Chaouach est un footballeur tunisien actif au début des années 1960 et devenu par la suite entraîneur. Il a notamment dirigé pendant huit ans la sélection saoudienne.

## Biographie
Joueur de l'Étoile sportive du Sahel, Chaouach ouvre son palmarès en 1959 en gagnant la coupe de Tunisie, après deux matchs de 120 minutes. Il atteint la finale de l'épreuve durant la saison suivante. À l'issue d'une saison 1962-1963 exceptionnelle, il réussit avec son club le doublé coupe-championnat et remporte également avec la sélection tunisienne la première édition de la Coupe arabe des nations.
Toujours en 1962, il succède à l'Égyptien Abdelrahman Fawzi au poste de sélectionneur de l'équipe d'Arabie saoudite. Avec ses joueurs, il dispute le tournoi de football des Jeux des Nouvelles Forces Émergentes où l'Arabie saoudite atteint les quarts de finale puis est balayée par l'Égypte (7-0). 
Son mandat à la tête des Saoudiens dure huit ans mais la sélection joue finalement assez peu de matchs : elle ne s'inscrit ni aux éliminatoires de la Coupe d'Asie des nations, ni à ceux de la coupe du monde. Son dernier match sur le banc a lieu le 19 janvier 1969 lors de la première rencontre de l'histoire des « Faucons verts » à domicile, avec une défaite contre la Turquie (2-1). En 1970, c'est un autre entraîneur égyptien, Mohammed Sheita, qui lui succède.

## Palmarès de joueur
- Vainqueur de la Coupe arabe des nations en 1963 avec la Tunisie
- Champion de Tunisie en 1963 avec l'Étoile du Sahel
- Vainqueur de la Coupe de Tunisie en 1959 et 1963 avec l'Étoile du Sahel